# Jianghai
För andra betydelser, se Jianghai (olika betydelser).
Jianghai är ett stadsdistrikt i Jiangmens stad på prefekturnivå  i provinsen Guangdong i sydöstra Kina. Det ligger omkring 63 kilometer söder om provinshuvudstaden Guangzhou.
Jianghai är indelat i tre stadsdelsdistrikt (jiedao):
- Jiangnan (江南街道)
- Lile (礼乐街道)
- Waihai (外海街道) .